# Знесолення нафти
Знесолення нафти (рос. обессоливание нефти; англ. oil demineralization; нім. Erdölentsalzung f) — процес видалення солей і води з нафти при промисловій її підготовці до транспортування та перед подаванням на первинну переробку з метою зменшення транспортних витрат, корозії технологічного обладнання установок з переробки нафти, запобігання дезактивації каталізаторів, покращання якості пального, нафтового коксу, бітумів та інших нафтопродуктів.
Солі перебувають у розчиненому стані в пластовій воді, яка входить до складу водонафтової емульсії (обводнена продукція свердловин), рідше в самій нафті — незначна кількість солей у кристалічному стані. Знесолення відбувається шляхом промивання зневодненої нафти прісною водою і наступного розділення фаз.
Знесолена і зневоднена нафта на промислі містить 100–1800 мг/л солей і 0,5–1,0 % (мас.) води, а перед подаванням на переробку — відповідно 3-4 мг/л і до 0,1 % (мас.). Знесолення нафти на нафтопереробних заводах здійснюється з застосуванням електрознесолювальних установок.
Процеси зневоднювання, знесолення та стабілізації нафти здійснюються на установках комплексної підготовки нафти (УКПН).
Одним з показників якості зневодненої товарної нафти є залишковий уміст у ній солей. Цей показник має важливе значення, оскільки він визначає витрати на додаткову підготовку нафти на нафтопереробному заводі (НПЗ).
Знесолення нафти здійснюється шляхом змішування зневодненої нафти з прісною водою, після чого отриману емульсію зневоднюють. При змішуванні з прісною водою солі розподіляються по всьому її об'єму, і, отже, їх середня концентрація у воді зменшується. При знесолюванні вміст солей у нафті доводиться до величини, меншої ніж 0,1 %.
Знесолення нафти на нафтопереробних заводах здійснюється із застосуванням електрознесолювальних установок.